# Dawn of Azazel
Dawn of Azazel – nowozelandzka grupa muzyczna grająca death metal, założona w 1997 roku w Auckland.

## Historia
Opracowano na podstawie materiału źródłowego.

### Początki (1997–2002)
Zespół Dawn of Azazel założył w 1997 roku w Auckland Rigel Walshe. Pierwszy stały skład ukształtował się jednak dopiero w roku 1999 (Rigel Walshe – śpiew, gitara basowa, Joseph Bonnet – gitara, Phil Osborne – perkusja, Tony Angelov – gitara). Pierwsze demo Of Bloodshed And Eternal Victory zespół wydał własnym nakładem w 1999 roku. Zawierało ono cztery utwory: "Intro/Conqueror Throned", "Triumph Upon Equinox", "Conflagration of the Mortal Soul" i "March on the Blind". Kolejne demo Vita est Militia Super Terram ukazało się w sierpniu 2000 roku.
W lipcu 2002 roku zespół nagrał pierwszy singiel Bloodforged Abdication, który w październiku wydała włoska wytwórnia Hellflame Records. Singiel ukazał się w limitowanej edycji 500 sztuk na płycie gramofonowej i zawierał dwa utwory: "Bloodforged Abdication" i "Plateau of Invincibility".

### The Law of the Strong (2003–2005)
W roku 2003 Dawn of Azazel wystąpił jako support grupy Incantation w czasie trasy po Nowej Zelandii. W tym samym roku zespół nagrał również debiutancki album The Law of the Strong, który w styczniu 2004 roku wydała polska wytwórnia Agonia Records. Grupa promowała album, koncertując m.in. w Europie i Australii. Po zakończeniu trasy zespół opuścili Tony Angelov i Phill Osborne (zastąpił go Martin Cavanagh).

### Sedition (2006–2008)
W nowym składzie grupa nagrała drugi album zatytułowany Sedition, który 3 marca 2006 roku wydała wytwórnia Ibex Moon Records. W 2006 roku zespół wystąpił na wielu koncertach: w lutym i marcu jako support Disgorge, w maju jako support Korna, na przełomie maja i czerwca wziął udział w trasie z Vital Remains, Incantation i Sin of Angels, zaś w grudniu w trasie z Deicide.
W roku 2007 Dawn of Azazel wystąpił na australijskim festiwalu Overcranked m.in. z zespołami Psycroptic i Helmet, wziął udział w europejskiej trasie z Immolation, Krisiun, Grave i Aborted, a w październiku wystąpił jako support Motörhead.
W lutym 2008 roku zespół opuścił Martin Cavanagh, którego zastąpił Jeremy Suckling. W marcu tego roku Dawn of Azazel wystąpił na australijskim festiwalu Metalstock m.in. z zespołami Kataklysm, Psycroptic i Ulcerate, a we wrześniu rozpoczął nagrywanie kolejnego albumu w Mana Recording Studios w St. Petersburg (Floryda).

### Relentless (2009–)
Na przełomie kwietnia i maja 2009 roku zespół wziął udział w europejskiej trasie Vital Remains. Natomiast w październiku 2009 roku nakładem wytwórni Unique Leader Records ukazał się trzeci album studyjny Dawn of Azazel zatytułowany Relentless. 5 października grupa wystąpiła jako support Megadeth i Slayera, 30 października – Suffocation, zaś 20 stycznia 2010 roku jako support grupy Chimaira.

## Muzycy
Opracowano na podstawie materiału źródłowego.

### Obecny skład zespołu
- Rigel Walshe – śpiew, gitara basowa
- Joe Bonett – gitara
- Jeremy Suckling – perkusja

### Byli członkowie zespołu
- Tony Angelov – gitara
- Tom James – gitara
- Tony Corry – perkusja
- Phill Osborne – perkusja
- Martin Cavanagh – perkusja

## Dyskografia

### Albumy studyjne
- The Law Of The Strong (2004)
- Sedition (2005)
- Relentless (2009)

### Single
- Bloodforged Abdication (2002)

### Dema
- Of Bloodshed And Eternal Victory (1999)
- Vita est Militia Super Terram (2000)
- Demo 08 (2008)

## Teledyski
| Rok  | Tytuł                 |
| ---- | --------------------- |
| 2004 | "Immortal Dominance"  |
| 2006 | "The Road to Babalon" |